# Nea Dimokratia
Nea Dimokratia (griechisch Νέα Δημοκρατία [ˌnɛːa dimɔkraʹtiːja], deutsch ‚Neue Demokratie‘) ist eine liberal-konservative Partei in Griechenland, die 1974 von Konstantinos Karamanlis nach dem Sturz der griechischen Militärdiktatur gegründet wurde. Dem ND-Gründer Konstantinos Karamanlis wird vor allem zugeschrieben, der Europa-Architekt Griechenlands zu sein. Unter seiner Regierung kamen sowohl die Assoziierung mit der Europäischen Wirtschaftsgemeinschaft als auch der Beitritt zu den Europäischen Gemeinschaften 1981 zustande.

## Politisches Spektrum
Die Partei vereinigt ein relativ breites politisches Spektrum. Karamanlis, der vorher selbst der von ihm gegründeten rechtsgerichteten Ethniki Rizospastiki Enosis (Nationalradikale Union) angehörte, versuchte, die Partei mit einem liberalen Programm als moderner und progressiver darzustellen. In ihr vereinigten sich Wirtschaftsliberale wie Gesellschaftskonservative, Royalisten wie ehemalige Anhänger der Zentrumsunion. Sie ist in Griechenland die wichtigste konservative Partei. Auf europäischer Ebene ist sie in der Europäischen Volkspartei organisiert.

## Das Logo

Das Logo der Partei seit 2018

Das ursprüngliche Logo der Nea Dimokratia zeigte deren Initialen ΝΔ sowie in der Mitte eine rechte Hand mit einer brennenden Fackel. Dieses Logo sollte für mehr als zwei Jahrzehnte (1974–2010) bleiben, genau wie die Farben Blau und Weiß, welche eine Brücke zu den Nationalfarben schlagen. Die rechte Hand sollte das Spektrum des politischen Raums, welches von der Mitte der Gesellschaft über das liberal-bürgerliche bis zum rechtskonservativen Lager reichen sollte, darstellen. Unter dem Vorsitz von Andonis Samaras wurde im Jahr 2010 ein neues Logo eingeführt, in dem nun die Anfangsbuchstaben ΝΔ der DIN-Schrift angelehnt sind. Vom ersten (1974–2010) wie vom zweiten Logo (2010–2017) gibt es eine Version mit ausgeschriebenem Parteinamen (statt der Initialen), die im Wahlkampf verwendet wurde. Der Name, beziehungsweise das Partei-Logo wurde in Griechenland in der Farbe Blau wiedergegeben. Im Jahr 2017 präsentierte der Parteivorsitzende Kyriakos Mitsotakis das neue und aktuelle Logo der Partei. Dabei wurde das Logo erneut überarbeitet und so angeblich einerseits dem digitalen Zeitalter angepasst, andererseits wurde auf die Tradition des Logos Wert gelegt. Beide Komponenten wurden im Logo vereinigt. So ist die brennende Fackel genauso eingearbeitet wie eine 3D-Positionierung der Initialen NΔ.

## Der Parteisitz
Die jeweiligen beiden Änderungen gingen mit der Verlegung der Parteizentrale einher. Die traditionsreiche Parteizentrale an der Odos Rigillis (Οδός Ρηγίλλης) (1975–2013), ein neoklassizistischer Bau im Zentrum Athens, nur zwei Straßen vom Sitz des Ministerpräsidenten und dem Sitz des Staatspräsidenten entfernt, wurde im Jahr 2013 verlassen und in einen Glasbau im Süden Athens an der Leoforos Andrea Syngrou (Λεωφόρος Ανδρέα Συγγρού) (2011–2013) verlegt. Als Gründe führte damals die Führungsriege um den Vorsitzenden Samaras Platzgründe und die nicht mehr ausreichenden technischen Gegebenheiten und elektronische Infrastruktur des alten Gebäudes an. Als nur wenige Jahre später unter dem Vorsitz von Kyriakos Mitsotakis erneut die Zentrale verlegt wurde, führte dies auch zum neuen und aktuellen Logo der Partei. Die aktuelle Parteizentrale (seit 2016) befindet sich im Stadtteil Moschato an der Pireos-Straße im Athener Zentrum. Das Gebäude ist energieeffizienter durch eine Reihe von energetischen Maßnahmen wie der Installierung von LED-Technik sowie Dämmungssystemen.

## Geschichte

### Die Gründerjahre mit der ersten und zweiten Regierung 1974–1981

Erstes Logo der Nea Dimokratia (1974–2010)

Die Partei wurde am 4. Oktober 1974 gegründet, zwei Monate nach der Vereidigung von Konstantinos Karamanlis als erster Ministerpräsident nach der Militärdiktatur. Sie gewann die ersten freien Parlamentswahlen nach der Militärherrschaft mit einem bis heute von keiner Partei erreichten Ergebnis von über 54 %.
Bei den Parlamentswahlen 1977 holte die Partei erneut den Sieg mit 41,82 %, und war immer noch mit knapp 20 % Abstand zur zweiten Partei die beliebteste Partei Griechenlands. Nach dem Rücktritt von Karamanlis 1980 wurde Georgios Rallis sein Nachfolger. Die Aufnahme Griechenlands in die damalige EWG legte den Grundstein für den wirtschaftlichen Aufschwung in den nächsten zwei Jahrzehnten. Mit einer anti-europäischen Rhetorik und der Forderung, aus dem westlichen Bündnis der NATO auszutreten, führte der damalige Oppositionsführer der Sozialdemokraten Andreas Papandreou seine bis dato relativ kleinen Partei, die in den vorherigen Wahlen mit 13,00 % im Jahr 1974 und 25,00 % im Jahr 1977 blieb, in der Wahl 1981 zum Sieg.

### Die Jahre in der Opposition 1981–1989
In den Jahren der Opposition erfolgte ein Machtwechsel innerhalb der Partei, wobei der Vorsitz von Georgios Rallis zu Evangelos Averoff überging. Die innerparteilichen Strömungen der eher bürgerlichen christlich-konservativen Kräfte richteten sich mit den eher wirtschaftsliberal-konservativen Strömungen um Konstantinos Mitsotakis neu aus und prallten aufeinander. Dieses Kräftemessen endete mit der Wahl von Konstantinos Mitsotakis zum Vorsitzenden.

### Rückkehr an die Macht und die dritte Regierung 1989–1993
Erschüttert von dem Skandal Koskotas wurde die Regierung von Andreas Papandreou abgewählt. Das Kabinett Mitsotakis nahm im Jahr 1989 die Arbeit auf.
Als Hauptwerk der zweiten Regierung Mitsotakis gilt das Führen des Landes in den neu gegründeten Europäischen Binnenmarkt (Vertrag von Maastricht). Überzeugt von einer guten und im europäischen Kontext gehaltenen Wirtschafts- und Finanzpolitik stimmte das Parlament mit großer Mehrheit für den Beitritt in den Vertrag von Maastricht, um die teilweise ausufernde Politik der finanziellen Ausgaben und der Versprechungen in einem rechtlichen europäischen Rahmen zu halten sowie um dem Land Stabilität zu verleihen. Die notwendigen Privatisierungen in Branchen wie der Telekommunikation und der Stromversorgung sowie Reformen in der Arbeits- und Sozialpolitik stießen auf Gegenwehr der Bevölkerung, welche von der Opposition zu Streiks und Widerstand angetrieben wurde und somit die nötige Entwicklung ausbremste. Der Streit um den Namen des Nachbarstaates Mazedonien nach dem Zerfall Jugoslawiens und die Meinungsverschiedenheiten des damaligen Außenministers Samaras mit dem Ministerpräsidenten führten zu Neuwahlen, aus denen die Partei als Verlierer hervorging. Andonis Samaras gründete nach der Wahl 1993 die neue politische Partei Politiki Anixi (deutsch: Politischer Frühling), welche sich im politischen Spektrum rechts der ND platzieren sollte. Damit wollte die – letztlich erfolglose – Partei traditionelle Themen der Nea Dimokratia besetzen und damit Wählerstimmen aus dem traditionellen Lager der Volkspartei für sich gewinnen.

### Strukturelle innerparteiliche Veränderungen 1993–2004
Nach den verlorenen Parlamentswahlen 1993 (die ND erreichte damals 39,30 % der Stimmen) trat Mitsotakis vom Amt des Parteichefs zurück, was er später als „schweren Fehler“ bezeichnete. Sein Nachfolger wurde der bisherige Athener Bürgermeister Miltiadis Evert. Beide Politiker steuerten wie Karamanlis einen pro-europäischen Kurs. Nach der Wahlniederlage von 1996 trat Evert zurück und sein Nachfolger wurde der bis dahin recht unbekannte ND-Abgeordnete Kostas Karamanlis. Unterstützer dieser Bewerbung um den Vorsitz waren die einflussreichen Politikerfamilien der Kefalogiannis aus Kreta und des ehemaligen Ministers Ioannis Varvitsiotis. Nicht zuletzt aufgrund der Namensgleichheit zu seinem Onkel Konstantinos Karamanlis konnte er um ein Anknüpfen an alte Erfolge der Partei werben. Doch zunächst konnte auch Kostas Karamanlis keinen Wahlerfolg erzielen, allerdings fiel schon die Wahlniederlage im April 2000 äußerst knapp aus: Mit 42,73 % zu 43,79 % verfehlte die ND die Mehrheit nur ganz knapp, weshalb sich die Führungsfrage nicht stellte. Seit 1996 gab es mehrere spektakuläre Austritte, die auch Neugründungen von kleineren Parteien wie etwa den „Liberalen“ von Stefanos Manos zur Folge hatten. Die Ausgründungen waren nicht erfolgreich; die ND verschloss sich jedoch nie pauschal der Wiederaufnahme von Abtrünnigen.

### Die Vierte Regierung der bürgerlichen Mitte und die Wiederwahl 2004–2009

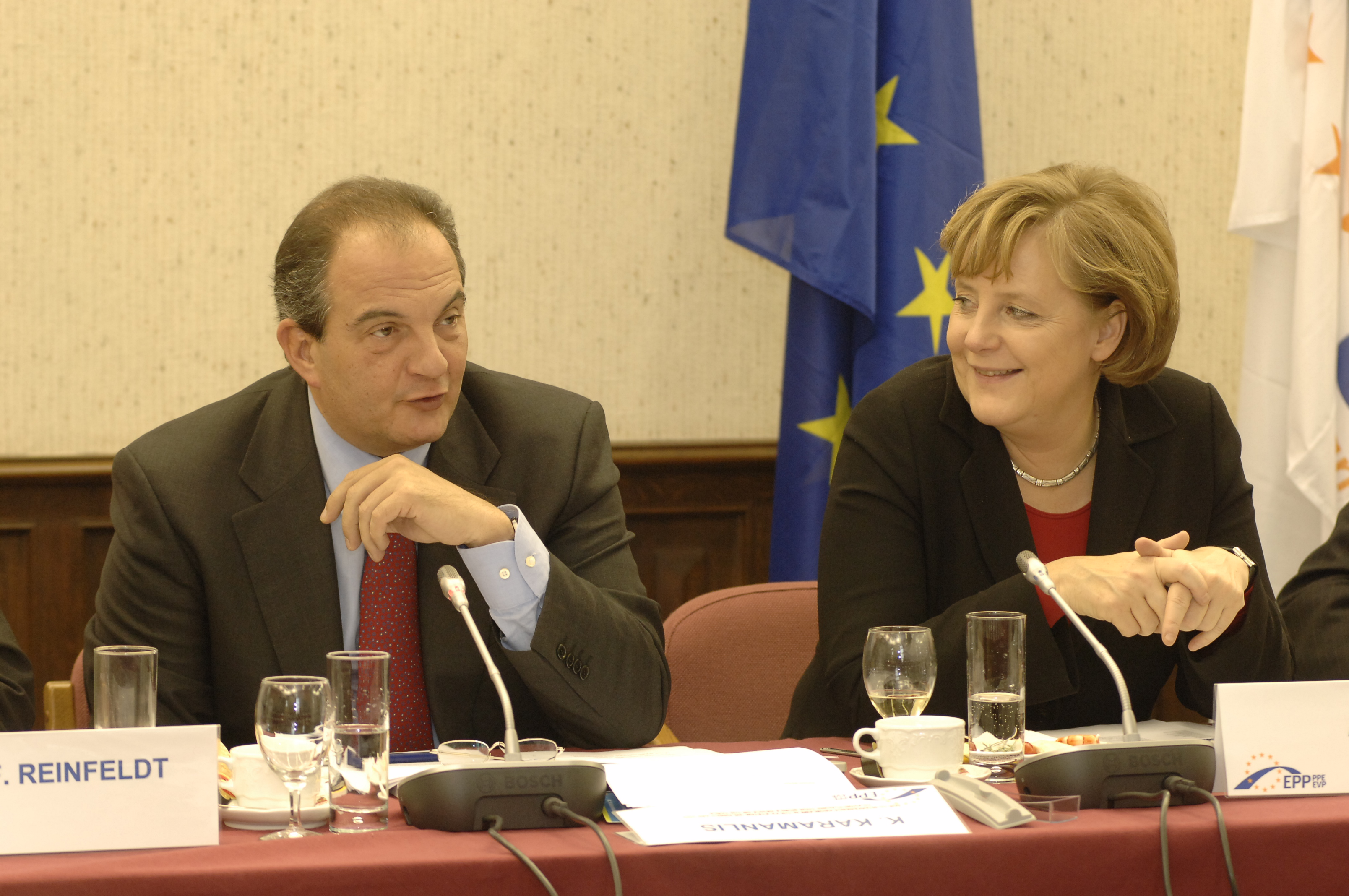
Kostas Karamanlis als Premierminister 2006 im EPP Summit mit Angela Merkel

Nach einer langen Zeit in der Opposition konnte man schließlich die Wahl im Jahr 2004 gewinnen und schlug somit die Sozialdemokraten von PASOK.
Das erste Kabinett Karamanlis, welches von 2004 bis 2007 regierte, übernahm von der Regierung Simitis die prekäre Finanzlage des Landes, welche zwischenzeitlich mit der Einführung des Euro an Brisanz zunahm. Nachdem man auch die Wahlen im Jahr 2007 für sich entscheiden konnte und Themen wie der Annan-Plan für Zypern und die Situation mit dem Nachbarn aus der ehemaligen jugoslawischen Republik Mazedonien wieder an Aktualität gewannen, begannen auch innenpolitische Themen immer mehr in den Fokus zu rücken. Die während der zweiten Regierung  Kostas Karamanlis nahende Wirtschaftskrise im Jahr 2008 verlangte Neuwahlen. Der Konkurrent Giorgos A. Papandreou behauptete, dass Geld da sei, welches nur nicht richtig eingesetzt werde. Papandreous Satz: „Leftá ypárchoun“ (Λεφτά υπάρχουν ‚Geld ist vorhanden‘) sollte in die Geschichte eingehen. Nach der Abwahl von Kostas Karamanlis, der nach der Niederlage auch den Vorsitz der Partei abtrat, formierte sich die Partei neu.

### Das Duell Bakogianni – Samaras und die Sechste Regierung 2012–2015

Das zweite Logo der Partei (2010–2017)

Als Nachfolgerin wurde Dora Bakogianni, im Kabinett Karamanlis Außenministerin, gehandelt. Der Parteivorsitzende sollte jedoch zum ersten Mal von allen Mitgliedern der Partei und damit von der Basis gewählt werden. Selbst Mitglieder im Ausland sollten ihr Wahlrecht vor Ort ausführen dürfen. Mit einer Mehrheit und damit zum Vorsitzenden der Partei wurde der eher klassisch-konservative Samaras gewählt. Die eher wirtschaftsliberale und auf den Spuren ihres Vaters wandelnde Dora Bakogianni musste sich mit dem zweiten Platz zufriedengeben. Dritter wurde Panagiotis Psomiadis. Damit schien die alte Fehde aus dem Jahr 1993 endgültig ad acta gelegt worden zu sein. Samaras führte die Partei auf dem Höhepunkt der Wirtschaftskrise zum Wahlsieg im Jahr 2012 und bildete mit der sozialdemokratischen PASOK eine Koalition. Damit nahm das Kabinett Samaras seine Arbeit auf und die Verhandlungen mit der EU, der Troika und dem Internationalen Währungsfonds auf.

### Die Siebte Regierung und das Konservativ-liberale Kabinett von Kyriakos Mitsotakis 2019–2023

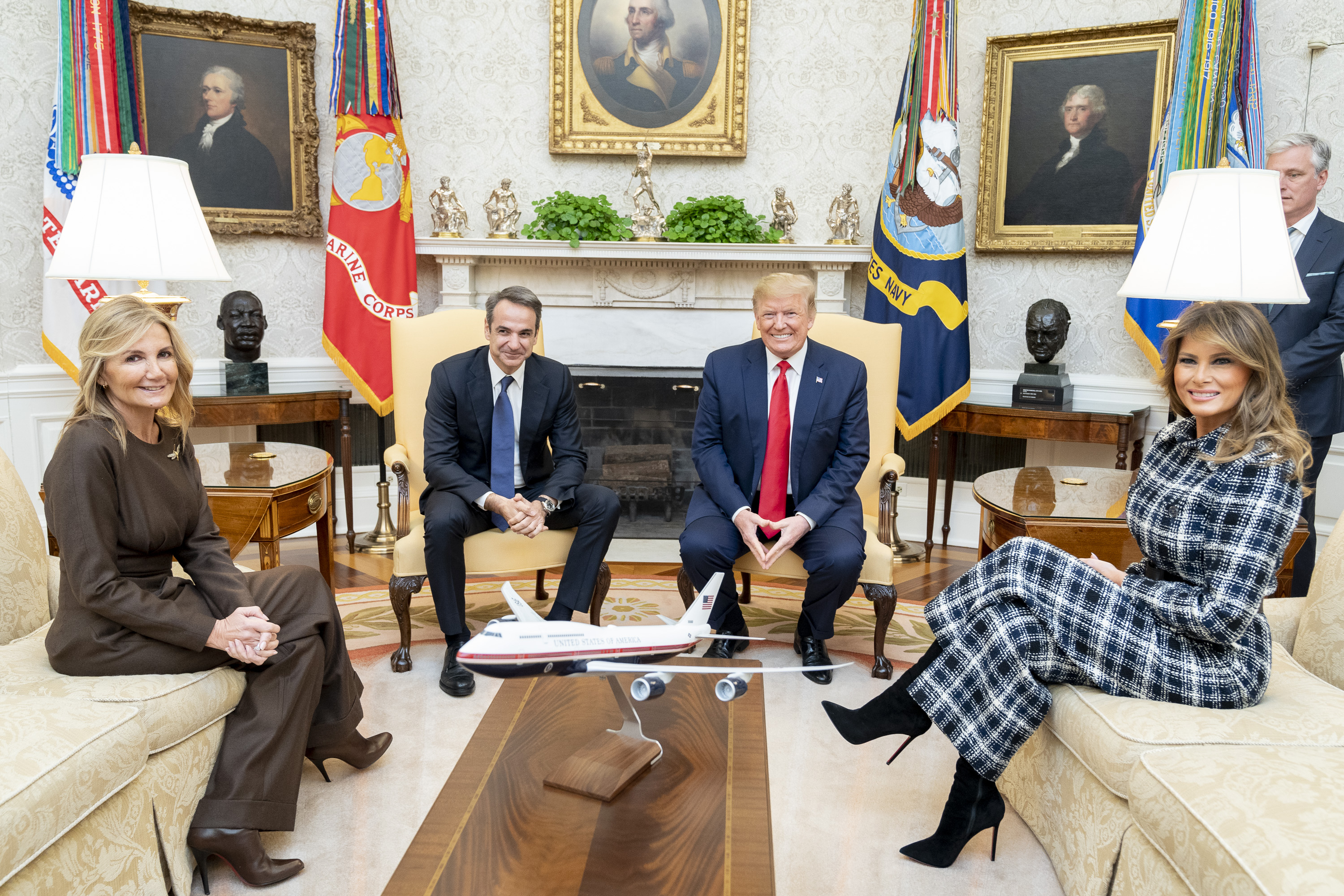
Empfang des Premierministers Mitsotakis im Oval Office (Januar 2020)

Mit einer wirtschaftsliberalen Agenda wie der Reduzierung von Steuern, und der Auflockerung des Bürokratismus ging die Fünfte Regierung unter Kyriakos Mitsotakis die erste Legislaturperiode an. Die Senkung der ungeliebten Grundbesitzabgabe bzw. Immobiliensteuer ENFIA (ΕΝΦΙΑ) um durchschnittlich 22 Prozent und die Reduzierung der Steuer auf Unternehmensgewinne von 28 auf 24 Prozent wurden noch im Jahr 2019 vorgenommen. Die Dividendensteuer wurde auf fünf Prozent halbiert. Die letzten Kapitalkontrollen aus dem Krisenjahr 2015, eine Erbschaft der linken Vorgängerregierung, wurden im September 2019 durch den Finanzminister Christos Staikouras aufgehoben. Auf die ersten 10.000 Euro Jahreseinkommen wurde die Besteuerung von 22 auf neun Prozent gekürzt. Die Digitalisierung der Ämter und des öffentlichen Lebens wurde an ein neugeschaffenes Ministerium delegiert, um die Bürokratie, die Dauer von unternehmerischen Prozessen und die allgemeinen bürgerlichen Angelegenheiten zu entzerren.
Neuer Minister für Bürgersicherheit wurde Michalis Chrysochoidis, der dieses Amt schon dreimal innehatte (1999–2004, 2009–2010, 2012). Aufgrund seiner Amtsübernahme in der konservativen Regierung Mitsotakis wurde er aus seiner Partei KINAL ausgeschlossen.
Im Libyen-Konflikt plädierte die Regierung für die Waffenruhe und lud den Warlord und Rebellenführer General Chalifa Haftar zu Gesprächen in Athen ein.

### Die Achte Regierung durch die Wiederwahl von Kyriakos Mitsotakis (seit 2023)

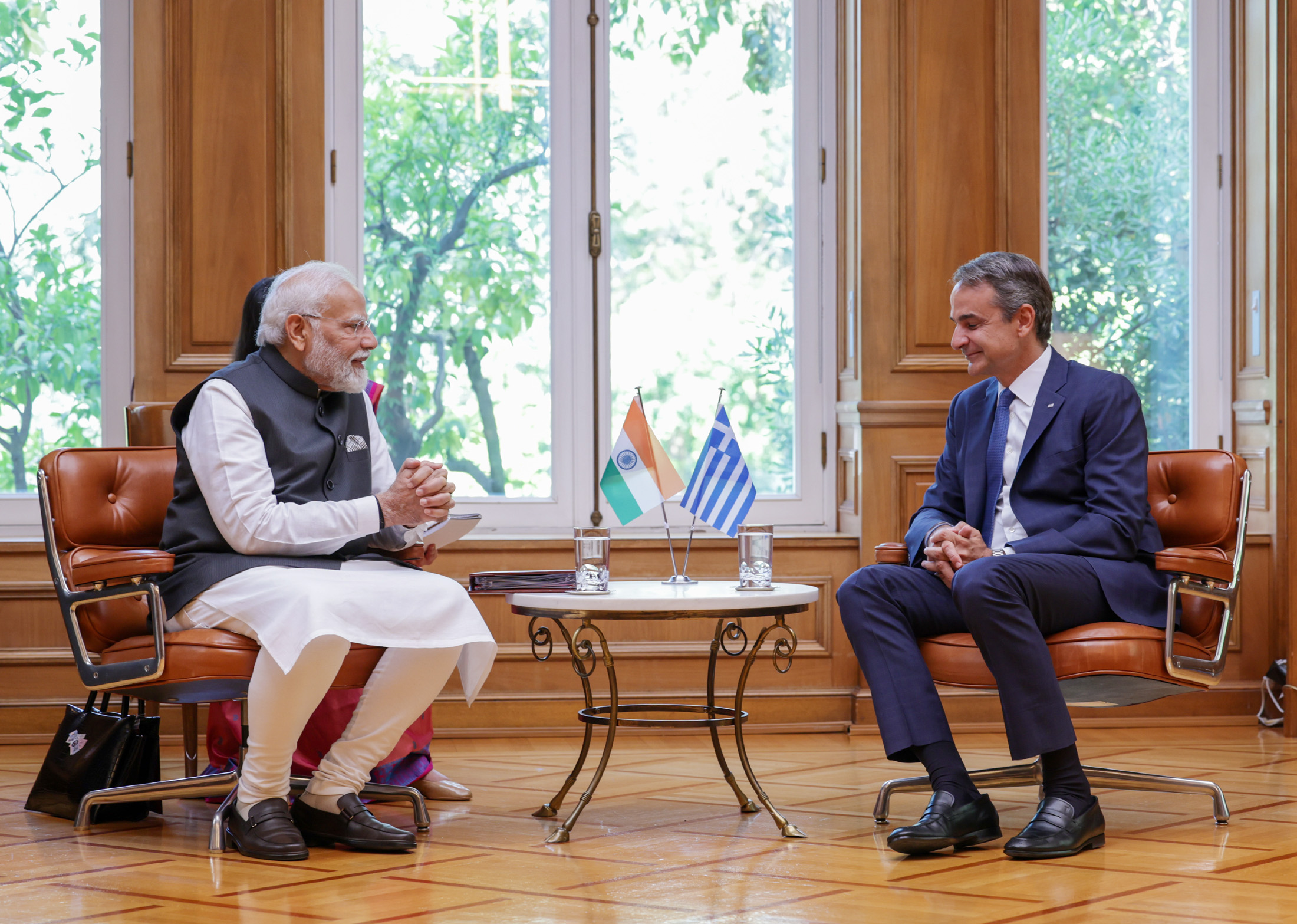
Empfang des Indischen Premierministers Narendra Modi in der Villa Maximos (August 2023)

Im Vordergrund der Agenda 2023 war das Vorantreiben der Wirtschaftlichen und Ökonomischen Erholung des Staates u. a. durch die Weiterführung der Digitalisierung des Staates. Die Anhebung des Mindestlohnes in Anlehnung bereits erfolgter Anhebungen in der ersten Legislaturperiode sowie die Schaffung von Rahmenbedingungen für die Anhebung aller Löhne im privaten und öffentlichen Sektor. Im Vordergrund des Programmes der Regierungspartei steht der Gesundheitssektor, welcher reformiert werden soll und vakante Stellen im Gesundheitssystem belegt werden sollen. Außenpolitisch soll in erster Linie eine gemeinsame Migrationspolitik der EU gestärkt werden um die Außengrenzen vor illegaler Migration zu schützen, sowie Genehmigung,- und Ablehnungsverfahren zu beschleunigen. Die Stärkung der Wirtschaftlichen und Politischen sowie kulturellen Zusammenarbeit mit Indien und China, als auch mit anderen Staaten der asiatischen Peripherie wie auch die weitere Vertiefung der Transatlantischen Beziehungen und Stärkung der NATO Flanke im Östlichen Mittelmeer sind einige der vielen Schwerpunkte der Außenpolitik.

### Parteivorsitzende seit der Gründung
|          | Amtszeit                               | Parteivorsitzender                           | Porträt | Jahre als Premierminister          |
| -------- | -------------------------------------- | -------------------------------------------- | ------- | ---------------------------------- |
| 1.       | 4. Oktober 1974 bis 8. Mai 1980        | Konstantinos Karamanlis (Gründer der Partei) |         | 1974–1980                          |
| 2.       | 8. Mai 1980 bis Dezember 1981          | Georgios Rallis                              |         | 1980–1981                          |
| 3.       | Dezember 1981 bis 1. September 1984    | Evangelos Averoff                            |         | ----                               |
| 4.       | 1. September 1984 bis 3. November 1993 | Konstantinos Mitsotakis                      |         | 1990–1993 (TzanisTzannetakis 1989) |
| 5.       | 3. November 1993 bis 21. März 1997     | Miltiadis Evert                              |         | ----                               |
| 6.       | 21. März 1997 bis 30. September 2009   | Kostas Karamanlis                            |         | 2004–2009                          |
| 7.       | 30. November 2009 bis 5. Juli 2015     | Andonis Samaras                              |         | 2012–2015                          |
| Interims | 5. Juli 2015 bis 24. November 2015     | Vangelis Meimarakis                          |         | ----                               |
| Interims | 24. November 2015 bis 11. Januar 2016  | Ioannis Plakiotakis                          |         | ----                               |
| 8.       | seit 11. Januar 2016                   | Kyriakos Mitsotakis                          |         | Seit 2019                          |

## Parlamentswahlen

### Wahlen 2004
Die Nea Dimokratia ging als Sieger aus den griechischen Parlamentswahlen am 7. März 2004 hervor. Der Spitzenkandidat der Partei Kostas Karamanlis wurde daraufhin am 8. März 2004 vom Staatspräsidenten Konstantinos Stefanopoulos mit der Bildung einer neuen Regierung beauftragt.

### Wahlen 2007
Trotz Stimmenverlusten konnte die Nea Dimokratia bei den Parlamentswahlen am 16. September 2007 ihre absolute Mehrheit im Parlament verteidigen. Sie erreichte einen Stimmenanteil von 41,86 % (2004: 45,4 %) und gewann damit 152 der 300 Parlamentssitze. Nachdem Ministerpräsident Karamanlis vor der Wahl schlechtes Krisenmanagement während der verheerenden Waldbrände im August 2007 vorgeworfen worden war, waren höhere Verluste für die Nea Dimokratia erwartet worden.

### Wahlen 2009
Bei den Parlamentswahlen am 4. Oktober 2009 verlor die Nea Dimokratia über 8 Prozentpunkte und damit ihre Regierungsmehrheit. Sie erreichte mit rund 33,5 Prozent nur noch 91 Sitze. Karamanlis trat unmittelbar nach der Wahl vom Parteivorsitz zurück. Für seine Nachfolge kandidierten die bisherige Außenministerin Dora Bakogianni, der bisherige Kulturminister Andonis Samaras und der Präfekt von Thessaloniki Panagiotis Psomiadis. In einer Wahl, bei der erstmals alle Parteimitglieder wählen konnten, wurde am 29. November 2009 Andonis Samaras, der zwischen 1993 und 2004 noch seine eigene Partei Politiki Anixi angeführt und die Regierung von Nea Dimokratia gestürzt hatte, zum neuen Parteivorsitzenden gewählt. Samaras verweigerte der Regierung von Giorgos Papandreou in der Staatsschuldenkrise jede Unterstützung. Seine Rivalin Dora Bakogianni wurde alsbald aus der Partei ausgeschlossen, nachdem sie entgegen der Parteilinie mit der Regierung Papandreou gestimmt hatte; sie gründete die Dimokratiki Symmachia, die jedoch 2014 in der Nea Dimokratia aufging.

### Beteiligung an der Regierung Papadimos

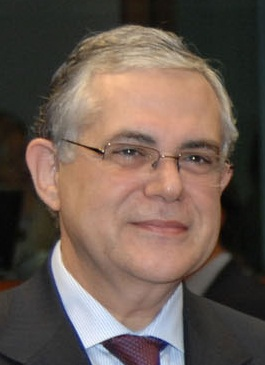
Loukas Papadimos

Als sich im November 2011 die Finanzkrise verschärfte, die Wirtschaftslage durch die rigiden Sparmaßnahmen immer dramatischer sowie der Unmut der Bevölkerung immer größer wurde, überflügelte die Nea Dimokratia die PASOK in den Umfragewerten, welche allerdings einen großen Vertrauensverlust der Bevölkerung gegenüber beiden großen Parteien belegten. Unter starkem inländischen wie ausländischem Druck musste Papandreou zurücktreten, Samaras aber entgegen der bis dahin von ihm verfochtenen strikten Verweigerungshaltung einer Beteiligung der ND an einer Übergangsregierung und der Mitwirkung an neuen von der „Troika“ aus EU, IWF und EZB zur Voraussetzung einer weiteren Kredithilfe gemachten drastischen Reform- und Sparmaßnahmen zustimmen. Er machte baldige Neuwahlen zur Bedingung und versuchte die Beteiligung an der Regierung von Loukas Papadimos als geringfügig darzustellen; als Vertreter der ND wurden keine Parlamentarier in die Regierung Papadimos entsandt; die beiden stellvertretenden Parteivorsitzenden Stavros Dimas und Dimitris Avramopoulos erhielten mit dem Außen- und dem Verteidigungsministerium zwar wichtige Ressorts. Außer ihnen entsandte die ND aber lediglich einige Vizeminister und Staatssekretäre in das Kabinett.
Bei Abstimmungen über die von der „Troika“, dem Dreigespann aus Europäischer Kommission (EU-Kommission), Europäischer Zentralbank (EZB) sowie Internationalem Währungsfonds (IWF), geforderten Spar- und Reformmaßnahmen verweigerten zahlreiche Abgeordnete der Regierung die Gefolgschaft und wurden aus der Partei ausgeschlossen. Die Größe der Parlamentsfraktion der ND fiel dadurch von ursprünglich 91 auf 62 Abgeordnete.

### Wahlen 2012

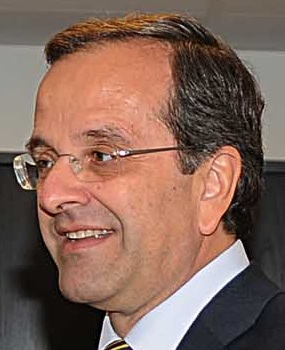
Antonis Samaras

Bei den Parlamentswahlen am 6. Mai 2012 erhielt die Nea Dimokratia nur 18,85 % und somit 108 Mandate, was als Folge der Spar- und Reformmaßnahmen betrachtet wurde. Sie wurde damit jedoch wieder stärkste Partei, obwohl sie gegenüber der Wahl 2007, bei der sie noch fast drei Millionen Stimmen erhalten hatte, mehr als 60 % ihrer Wähler verlor.
Da diese Wahl keine regierungsfähige Mehrheit erbrachte, fanden am 17. Juni erneut Parlamentswahlen statt. Aus diesen ging die Nea Dimokratia erneut als stärkste Partei hervor, wobei sie ihren Stimmanteil auf 29,66 % erhöhen konnte und 129 Mandate erzielte.
Nachdem sich Nea Dimokratia und PASOK mit der Demokratischen Linken auf die Bildung einer Regierung hatte einigen können, wurde Andonis Samaras am 20. Juni 2012 zum griechischen Ministerpräsidenten vereidigt. Die Regierung bestand aus Vertretern der Nea Dimokratia sowie Technokraten. Die beiden kleineren Koalitionspartner entsandten keine Parteimitglieder in das Kabinett. Im Juni 2013 schied die Demokratische Linke aus der Koalition aus; die Regierung wurde umgebildet und der PASOK-Vorsitzende Evangelos Venizelos und weitere Vertreter seiner Partei bekamen Kabinettsposten.

### Wahlen 2015

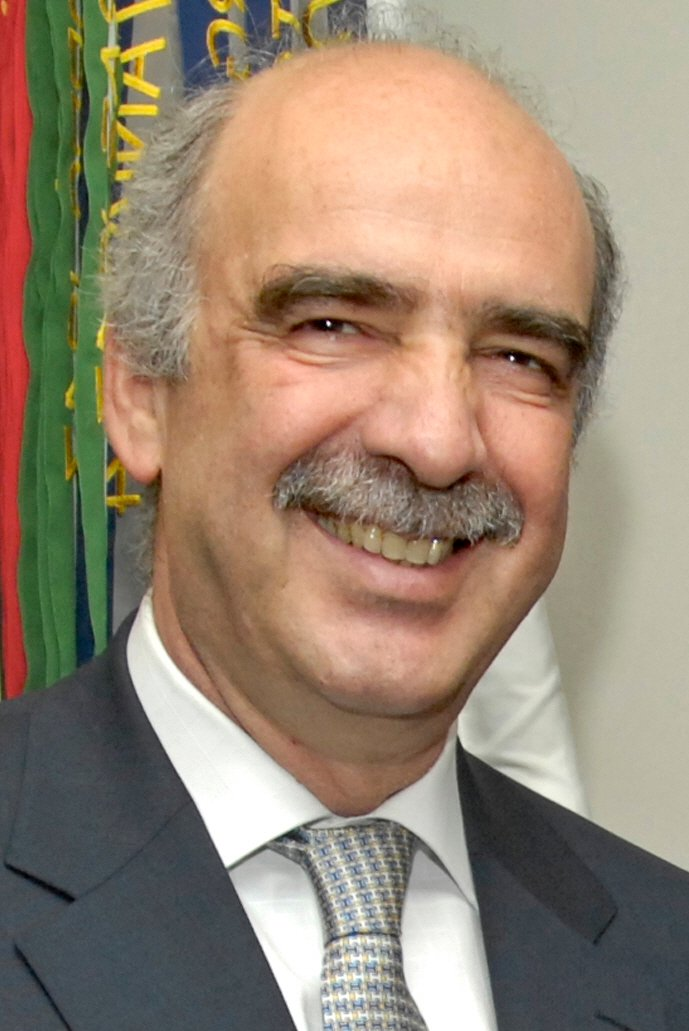
Evangelos Meimarakis

Die Neuwahl im Januar 2015 führte zu einer Niederlage und zum Machtverlust der ND.
Nach dem Rücktritt von Andonis Samaras, der am 5. Juli 2015 als Konsequenz des „Nein“-Sieges beim Referendum erfolgt war, übernahm Vangelis Meimarakis vorübergehend den Parteivorsitz. Am 24. Juli 2015 wurde er vom Vorstandsgremium der Nea Dimokratia als Vorsitzender einstimmig bestätigt, dies ausdrücklich auch im Hinblick auf eine mögliche vorgezogene Neuwahl des Parlaments. Spätestens im Frühjahr 2016 solle dann aber, wie zuletzt bei der Wahl von Samaras 2009, die laut Parteisatzung vorgeschriebene Neuwahl eines Parteivorsitzenden durch die Parteibasis durchgeführt werden.
Bei der Neuwahl im September 2015, in die Nea Dimokratia mit Meimarakis als Spitzenkandidat ging, konnte sie ihren Stimmanteil entgegen den Prognosen kaum steigern und blieb in der Opposition. Meimarakis kandidierte für die Wahl des Parteivorsitzenden durch die Parteibasis und Unterstützer der Partei, die zunächst am 22. November 2015 stattfinden sollte, jedoch wegen einer Computerpanne scheiterte und verschoben werden musste. Aus der Stichwahl zwischen Meimarakis und Mitsotakis ging am 10. Januar 2016 Mitsotakis als Sieger hervor.

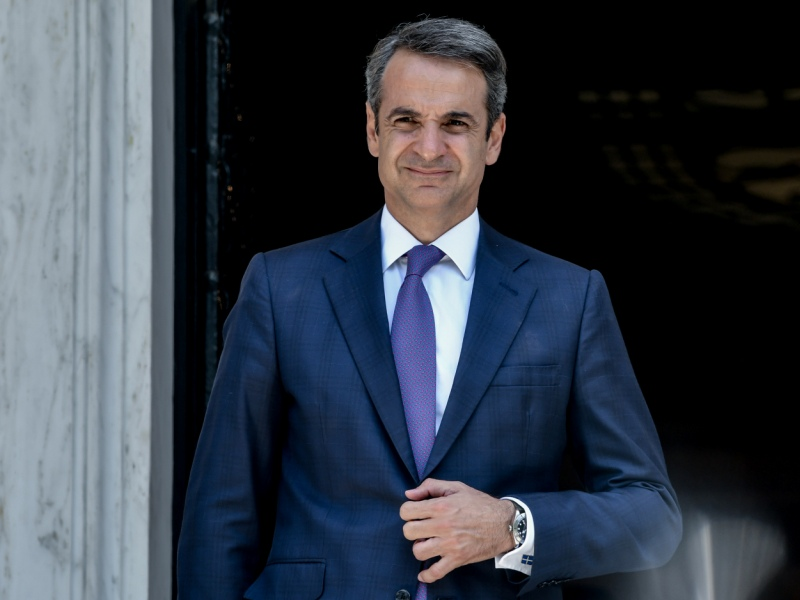
Kyriakos Mitsotakis als Premierminister vor dem Amtssitz der Villa Maximos im Jahr 2019

### Wahlen 2019
Die Neuwahl im Juli 2019 führte mit 39,85 % zum Wahlsieg und zur fünften Regierung. Kyriakos Mitsotakis wurde Ministerpräsident mit den Schwerpunktthemen der Inneren Sicherheit, der Senkung von Steuern um den Aufschwung der Wirtschaft anzukurbeln.

### Wahlen 2023
Aus den Parlamentswahlen im Mai und Juni 2023 konnte die Nea Dimokratia erneut als Wahlsieger hervorgehen, mit einem Stimmenanteil von 40,56 %, der eine Regierung ohne die Notwendigkeit eines Koalitionspartners ermöglicht hat. Die Schwerpunkte der Agenda des Ministerpräsidenten Kyriakos Mitsotakis war die Anhebung der Gehälter sowie die des Mindestlohns und Reformen im Gesundheitswesen. Das Vorantreiben der wirtschaftlichen und ökonomischen Wiederherstellung des Staates mithilfe von Reformen im Bereich der Wirtschaft und des Abbaus von Bürokratie.
Außenpolitisch soll durch die Stärkung einer einheitlichen europäischen Migrationspolitik, eine gemeinsame Politik zur Stärkung der EU-Außengrenzen vorangetrieben und unterstützt werden. Als erste Amtshandlung jedoch wurde das Wahlrecht ohne Einschränkungen, für die hellenische Diaspora, in einem Gesetzesentwurf noch im Juli 2023 verabschiedet.

## Ergebnisse bei Parlamentswahlen
| 1974 | 54,37 | 220 | 2.669.133 | Konstantinos Karamanlis |
| 1977 | 41,84 | 171 | 2.146.365 | Konstantinos Karamanlis |
| 1981 | 35,87 | 115 | 2.034.496 | Georgios Rallis         |
| 1985 | 40,84 | 126 | 2.599.681 | Konstantinos Mitsotakis |
| 1989 (Juni) | 44,28 | 145 | 2.887.488 | Konstantinos Mitsotakis |
| 1989 (November) | 46,19 | 148 | 3.093.479 | Konstantinos Mitsotakis |
| 1990 | 46,89 | 150 | 3.088.137 | Konstantinos Mitsotakis |
| 1993 | 39,30 | 111 | 2.711.737 | Konstantinos Mitsotakis |
| 1996 | 38,12 | 108 | 2.586.089 | Miltiadis Evert         |
| 2000 | 42,73 | 125 | 2.934.948 | Kostas Karamanlis       |
| 2004 | 45,36 | 165 | 3.360.424 | Kostas Karamanlis       |
| 2007 | 41,84 | 152 | 2.994.979 | Kostas Karamanlis       |
| 2009 | 33,49 | 91  | 2.283.562 | Kostas Karamanlis       |
| 2012 (Mai) | 18,85 | 108 | 1.192.054 | Andonis Samaras         |
| 2012 (Juni) | 29,66 | 129 | 1.825.609 | Andonis Samaras         |
| 2015 (Januar) | 27,81 | 76  | 1.718.815 | Andonis Samaras         |
| 2015 (September) | 28,10 | 75  | 1.526.205 | Evangelos Meimarakis    |
| 2019 | 39,85 | 158 | 2.251.411 | Kyriakos Mitsotakis     |
| 2023 (Mai) | 40,79 | 146 | 2.407.860 | Kyriakos Mitsotakis     |
| 2023 (Juni) | 40,56 | 158 | 2.115.322 | Kyriakos Mitsotakis     |
| Quellen: Griechisches Parlament (Wahlen 1974–2009) Griechisches Innenministerium (Wahl 2012 (Mai)) Griechisches Innenministerium (Wahl 2012 (Juni)) Griechisches Innenministerium (Wahl 2015 (Januar)) Griechisches Innenministerium (Wahl 2015 (September)) Griechisches Innenministerium (Wahl 2023 (Mai)) Griechisches Innenministerium (Wahl 2023 (Juni)) |       |     |           |                         |